# Den store tid - Aftenlandet
 Der er for få eller ingen kildehenvisninger i denne artikel, hvilket er et problem. Du kan hjælpe ved at angive troværdige kilder til de påstande, som fremføres i artiklen.

Den store tid – Aftenlandet er en roman fra 2004, skrevet af den danske forfatter Michael Larsen.

## Handling
I vinteren 1878 rystes København af et brutalt pigemord, da en ung kvinde findes halshugget i søanlægget bag Lucie Mølle.
Næsten samtidig overrasker den unge student fra latinskolen i Frederiksborg, Lars Mikkelsen, sin far og hjemmets tjenestepige i huggehuset på en gård i Nordsjælland.
Lars bryder med hjemmet, den tyranniske far og den kærlighedsløse opvækst. Han drager til København for at forfølge sine drømme om at slå igennem som forfatter. Men det er ikke så let. Lars bliver en brik i et net af intriger, svig og maskespil i magtens København. Med fatale konsekvenser – også for kærligheden.
| Bog | Spire Denne artikel om bøger og tidsskrifter er en spire som bør udbygges. Du er velkommen til at hjælpe Wikipedia ved at udvide den. |